# Familia Rho de las GTPasas
La familia Rho de las GTPasas es una familia de pequeñas (~21 kDa) proteínas G de señalización, y es una superfamilia de las Ras. Se ha demostrado que los miembros de la familia GTPasa Rho regulan muchos aspectos de la dinámica intracelular en la actina y están en todos los reinos eucariotas, incluidas las levaduras y algunas plantas. Se han estudiado en detalle tres miembros de esta familia: Cdc42, Rac1 y RhoA. Todas las proteínas G son "interruptores moleculares" y las proteínas Rho intervienen en el desarrollo de los orgánulos, la dinámica del citoesqueleto, el movimiento celular y otras funciones celulares habituales.     

### Historia
A mediados de la década de 1980 comenzó la identificación de la familia de GTPasas Rho. El primer miembro de la familia Rho identificado fue RhoA, que fue aislado de forma fortuita en 1985 a partir de un cribado de ADNc de baja resistencia.  A continuación, se identificaron Rac1 y Rac2 en 1989, seguidos de Cdc42 en 1990. Se identificaron otros ocho miembros de la familia Rho en mamíferos a partir de cribados biológicos hasta finales de la década de los 90, un punto de inflexión en la biología en el que la disponibilidad de secuencias genómicas completas permitió la identificación completa de familias de genes. Todas las células eucariotas contienen GTPasas Rho (desde 6 en la levadura hasta 20 en los mamíferos). En los mamíferos, la familia Rho se compone así de 20 miembros distribuidos en 8 subfamilias: Rho, Rnd, RhoD/F, RhoH, Rac, Cdc42, RhoU/V y RhoBTB..
Ya en el año 1990, Paterson et al. comenzaron a expresar la proteína Rho activada en las células 3T3 (Swiss 3T3 fibroblasts, en inglés). 
A mediados de la década de 1990, se observó que las proteínas Rho afectaban a la formación de proyecciones celulares ("procesos") en los fibroblastos. En un informe de 1998, Alan Hall recopiló pruebas que demostraban que los fibroblastos no solo forman procesos después de la activación de Rho, sino que también lo hacen prácticamente todas las células eucariotas. 
Un informe de 2006 elaborado por Bement et al. exploró la importancia de las zonas espaciales de activación de Rho. 

## Categorización
La familia de GTPasas Rho pertenece a la superfamilia de proteínas Ras, que consta con más de 150 variedades en los mamíferos. La denominación de "proteínas Rho" en ocasiones se refiere a algunos miembros de la familia Rho (RhoA, RhoB y RhoC), y a veces se refiere a todos los miembros de la familia. Este artículo hace referencia a la familia en su conjunto.
En los mamíferos, la familia Rho consta de 20 miembros.  Casi todas las investigaciones se centran en los tres miembros más comunes de la familia Rho: Cdc42, Rac1 y RhoA.
Los 20 miembros pertenecientes a mamíferos se subdividen en la subfamilia Rac (Rac1, Rac2, Rac3 y RhoG), la subfamilia Cdc42 (Cdc42, TC10/RhoQ, TCL/RhoJ), la familia RhoUV (RhoV/Chp y RhoU/Wrch-1/), la subfamilia RhoA (RhoA, RhoB y RhoC), la subfamilia Rnd (Rnd1/Rho6, Rnd2/RhoN y Rnd3/RhoE), la subfamilia RhoD (RhoD y RhoF/Rif), RhoBTB (RhoBTB1&2) y RhoH/TTF. 

### Reguladores
Se han identificado tres clases generales de reguladores de la señalización de la proteína Rho: el factor de intercambio de nucleótidos de guanina (GEF, por sus siglas en inglés), las proteínas activadoras de la GTPasa (GAP, por sus siglas en inglés) y los inhibidores de la disociación de nucleótidos de guanina (GDI, por sus siglas en inglés).  El GEF activa las proteínas Rho catalizando el intercambio de GDP por GTP. Las proteínas GAP controlan la capacidad de la GTPasa para hidrolizar GTP a GDP, controlando la tasa natural de movimiento de la conformación activa a la conformación inactiva. Las proteínas GDI forman un gran complejo con la proteína Rho, ayudando a evitar la difusión dentro de la membrana hacia el citosol, actuando así como un ancla y permitiendo un estrecho control espacial de la activación de Rho. En humanos, 82 GEF (símiles al 71 Dbl y 11 DOCK) controlan positivamente la actividad de los miembros de Rho, mientras que 66 proteínas GAP la controlan negativamente.
Informes recientes han desvelado otros importantes mecanismos de regulación: los microARN regulan el procesamiento postranscripcional de los ARNm que codifican la GTPasa Rho; la palmitoilación y la orientación nuclear afectan a la distribución intracelular; la fosforilación postraduccional, la transglutaminación y la AMPilación modulan la señalización de la GTPasa Rho; y la ubicuitinación controla la estabilidad y el recambio de la proteína GTPasa Rho. Estos mecanismos de regulación se suman a la complejidad de la red de señalización de la GTPasa Rho y permiten un control espacio-temporal preciso de las GTPasas Rho individuales.

### Efectores
Cada proteína Rho afecta a numerosas proteínas más adelante, todas ellas con funciones en diversos procesos celulares. Se han encontrado más de 60 dianas de las tres GTPasas Rho más habituales. Dos moléculas que estimulan directamente la polimerización de la actina son las proteínas Arp2/3 y las forminas relacionadas con la diafanidad.

### Funciones
Las proteínas Rho/Rac están implicadas en una gran variedad de funciones celulares, como la polaridad celular, el tráfico vesicular, el ciclo celular y la dinámica transcriptómica.

### Morfología
Las células animales adquieren muchas formas diferentes según su función y su ubicación en el cuerpo. Las proteínas Rho ayudan a las células a regular sus cambios de forma a lo largo de su ciclo vital. Antes de que las células puedan llevar a cabo procesos clave como la gemación, la mitosis o la locomoción, deben tener algún tipo de polaridad celular.
Un ejemplo del papel de las GTPasas Rho en la polaridad celular se observa en la ampliamente estudiada célula de la levadura. Antes de que la célula pueda llevar a cabo la gemación, Cdc42 se utiliza para localizar la región de la membrana de la célula que comenzará a presentar yemas en la nueva célula. Cuando se elimina Cdc42 de la célula, las yemas siguen formándose, pero lo hacen de forma desordenada.
Uno de los cambios más evidentes en la morfología celular controlada por las proteínas Rho es la formación de lamelipodios y filopodios, procesos salientes que parecen "dedos" o "pies" y que a menudo impulsan las células o los conos de crecimiento neural por superficies. Prácticamente todas las células eucariotas forman estos procesos tras la activación de Rho. Los fibroblastos, como las células 3T3, se utilizan a menudo para estudiar estos fenómenos.

### Técnicas de estudio
Gran parte de lo que se sabe sobre los cambios en la morfología celular y los efectos de las proteínas Rho procede de la creación de una forma mutada constitutivamente activa de la proteína. La mutación de un aminoácido clave puede alterar la conformación de toda la proteína, haciendo que adopte permanentemente una conformación que se asemeja al estado de unión a GTP. Esta proteína no puede ser inactivada mediante los mecanismos habituales, a través de la hidrólisis de GTP, por lo que queda "pegada". Cuando una proteína Rho se activa de esta manera en las células 3T3, se producen cambios morfológicos como contracciones y formación de filopodios.
Dado que las proteínas Rho son proteínas G y están unidas a la membrana plasmática, su localización es fácil de controlar. En cada situación, ya sea la cicatrización de heridas, la citocinesis o la formación de yemas, es posible visualizar e identificar la ubicación de la activación de Rho. Por ejemplo, si se hace un agujero circular en una célula esférica, se puede observar una mayor concentración de Cdc42 y otras Rho activas alrededor de la circunferencia de la lesión circular. Un método para preservar las zonas espaciales de activación es mediante el anclaje al citoesqueleto de actina, lo que impide que la proteína unida a la membrana se desplace fuera de la región donde es más necesaria. Otro método de conservación es la formación de un gran complejo resistente a la difusión y unido más rígidamente a la membrana que las mismas proteínas Rho.

### Movimiento
Además de la formación de lamelipodios y filopodios, la concentración intracelular y la interacción entre las diferentes proteínas Rho impulsan las extensiones y contracciones que causan el movimiento celular. Sakumura et al. propusieron un modelo basado en ecuaciones diferenciales que ayuda a explicar la actividad de las proteínas Rho y su relación con el movimiento. Este modelo incluía a las tres proteínas Cdc42, RhoA y Rac. Se asumió que Cdc42 fomenta la elongación de los filopodios y bloquea la despolimerización de la actina. Por su parte, se propuso que RhoA fomentaba la retracción de la actina. Se consideró que Rac fomentaba la extensión de los lamelipodios pero bloqueaba la despolimerización de la actina. Estas tres proteínas, aunque significativamente simplificadas, forman elementos clave de la locomoción celular. Mediante varias técnicas matemáticas, se encontraron soluciones a las ecuaciones diferenciales que describían varias regiones de actividad basadas en la actividad intracelular. El estudio concluye exponiendo que el modelo predice que existen unas pocas concentraciones umbrales que provocan efectos interesantes en la actividad de la célula. Por debajo de una determinada concentración, hay muy poca actividad, lo que provoca que no se extiendan los brazos y los pies de la célula. Por encima de una determinada concentración, la proteína Rho provoca una oscilación sinusoidal muy parecida a las extensiones y contracciones de los lamelipodios y filopodios. Básicamente, este modelo predice que el aumento de la concentración intracelular de estas tres proteínas Rho activas clave provoca una actividad desfasada de la célula, lo que da lugar a extensiones y contracciones que también están desfasadas.

### La cicatrización de heridas
Un ejemplo de comportamiento modulado por las proteínas GTPasas Rho es la cicatrización de heridas. Las heridas cicatrizan de forma diferente en los pollos jóvenes y en los adultos. En los pollos jóvenes, las heridas cicatrizan por contracción, como cuando se tira de un cordón para cerrar una bolsa. En los pollos de más edad, las células se arrastran por la herida mediante locomoción. La formación de actina necesaria para cerrar las heridas en los pollos jóvenes está controlada por las proteínas GTPasa Rho, ya que, tras la inyección de una exoenzima bacteriana utilizada para bloquear la actividad de Rho y Rac, los polímeros de actina no se forman, por lo que la cicatrización fracasa por completo.

### Polaridad de la célula
Los estudios realizados en fibroblastos indican una retroalimentación positiva entre la actividad de Cdc42 y el eflujo de H+ por la isoforma 1 del intercambiador Na-H (NHE1) en el borde anterior de las células en migración. El eflujo de H+ mediado por NHE1 es necesario para la unión de GTP a Cdc42 catalizada por el factor de intercambio de nucleótidos de guanina (GEF), lo que sugiere un mecanismo de regulación de la polaridad por parte de esta pequeña GTPasa en las células en migración.

### Fagocitosis
Otro comportamiento celular que se ve afectado por las proteínas Rho es la fagocitosis. Como en la mayoría de los otros tipos de modulación de la membrana celular, la fagocitosis requiere un citoesqueleto de actina para poder engullir otros elementos. Los filamentos de actina controlan la formación de la copa fagocítica, y se ha implicado a Rac1 y Cdc42 activos en esta cascada de señalización.

### Mitosis
Otro aspecto importante del comportamiento celular que se cree que incluye la señalización de la proteína Rho es la mitosis. Aunque durante años se pensó que la actividad de las GTPasas Rho se limitaba a la polimerización de la actina y, por tanto, a la citocinesis, que se produce después de la mitosis, han surgido nuevas pruebas que muestran cierta actividad en la formación de microtúbulos y en el propio proceso de mitosis. Esta cuestión sigue siendo objeto de debate y existen pruebas tanto a favor como en contra de la importancia de Rho en la mitosis.

## Usos

### Regeneración del sistema nervioso
Debido a su implicación en la motilidad y la forma celular, las proteínas Rho se han convertido en un objetivo claro en el estudio de los conos de crecimiento neuronales que se forman durante la generación y regeneración axonal en el sistema nervioso. Las proteínas Rho son un objetivo potencial para la intervención en las lesiones de la médula espinal tras una lesión traumática. Después de una lesión en la médula espinal, el espacio extracelular pasa a inhibir los esfuerzos naturales que realizan las neuronas para regenerarse.
Entre estos esfuerzos naturales se encuentra la formación de un cono de crecimiento neural en el extremo proximal de un axón dañado. Los conos de crecimiento neurales recién formados intentan posteriormente "arrastrarse" a través de la lesión. Estos conos son sensibles a las señales químicas del entorno extracelular. Una de las muchas señales inhibidoras incluye al condroitín sulfato o sulfato de condroitina (CSPGs). Las neuronas que crecen en cultivos son más capaces de atravesar regiones de sustrato recubiertas de condroitín sulfato tras la expresión de Cdc42 o Rac1 constitutivamente activos o la expresión de una forma dominantemente negativa (inhibición) de RhoA[cita requerida]. Esto se debe en parte a que las proteínas Rho exógenas impulsan la locomoción celular a pesar de las señales extracelulares que promueven la apoptosis y el colapso del cono de crecimiento neural. Por tanto, la modulación intracelular de las proteínas Rho es de interés para la investigación de la regeneración de la médula espinal.

### Discapacidad intelectual
La disfunción de las proteínas Rho también está implicada en la discapacidad intelectual. En algunos casos, la discapacidad intelectual está asociada a malformaciones en las dendritas, que forman las conexiones postsinápticas entre las neuronas. Las proteínas Rho y la señalización de su modulación pueden resultar en malformaciones en las dendritas. Tras la clonación de varios genes implicados en la discapacidad intelectual ligada al cromosoma X, se identificaron tres genes que producen efectos en la señalización de Rho, entre ellos la oligofrenina-1 (una proteína GAP que estimula la actividad GTPasa de Rac1, Cdc42 y RhoA), PAK3 (implicada en los efectos de Rac y Cdc42 en el citoesqueleto de actina) y αPIX (un GEF que ayuda a activar Rac1 y Cdc42). Debido al efecto de la señalización Rho sobre el citoesqueleto de actina, el mal funcionamiento genético de una proteína Rho podría explicar la morfología irregular de las dendritas neuronales que se observa en algunos casos de discapacidad intelectual.

### Cáncer
Tras descubrir que las proteínas Ras están mutadas en el 30 % de los cánceres humanos, se sospechó que las proteínas Rho mutadas también podrían estar implicadas en la reproducción del cáncer. Sin embargo, a fecha de agosto de 2007, no se han encontrado mutaciones oncogénicas en las proteínas Rho y solo se ha encontrado una proteína modificada genéticamente. Para explicar el papel de las vías Rho sin mutaciones, actualmente los investigadores han recurrido a los reguladores de la actividad Rho y a los niveles de expresión de las proteínas Rho en busca de respuestas.
Una manera de explicar la alteración de la señalización en ausencia de mutación es a través del aumento de su expresión. Se ha observado una sobreexpresión de RhoA, RhoB, RhoC, Rac1, Rac2, Rac3, RhoE, RhoG, RhoH y Cdc42 en múltiples tipos de cáncer.  Esta incrementado de la presencia de tantas moléculas de señalización implica que estas proteínas impulsan las funciones celulares que se vuelven excesivamente activas en las células cancerígenas.
Una segunda vía para explicar el papel de las proteínas Rho en el cáncer son sus proteínas reguladoras. Las proteínas Rho están muy controladas por una gran variedad de fuentes, y se han identificado más de 60 activadores y 70 inactivadores. Se ha demostrado que múltiples GAP, GDI y GEF experimentan una sobreexpresión, una regulación a la baja o una mutación en diferentes tipos de cáncer. Una vez que se modifica una señal de subida, la actividad de sus dianas de descenso; es decir, las proteínas Rho, cambiará de actividad.
En su informe, Ellenbroek et al. han descrito una serie de diferentes efectos derivados de la activación de Rho en las células cancerígenas. En primer lugar, en el inicio del tumor la  modificación de la actividad de Rho puede suprimir la apoptosis y, por tanto, contribuir a la longevidad artificial de las células. Una vez suprimida la apoptosis natural, puede observarse un crecimiento tumoral anormal a través de la pérdida de polaridad en la que las proteínas Rho desempeñan un papel integral. A continuación, la masa en crecimiento puede invadir a través de sus límites normales mediante la alteración de las proteínas de adhesión potencialmente causada por las proteínas Rho. Finalmente, tras la inhibición de la apoptosis, la polaridad celular y las moléculas de adhesión, la masa cancerígena es capaz de provocar una metástasis y extenderse a otras regiones del cuerpo.